# Casa Colón (Huelva)
La Casa Colón es el nombre con el que se conoce a un conjunto de edificios históricos situado en el municipio español de Huelva, en la provincia homónima, comunidad autónoma de Andalucía. El complejo, inaugurado en 1883 como el «Hotel Colón», actualmente es empleado como palacio de congresos y centro de exposiciones. Se encuentra catalogada por la Junta de Andalucía con carácter genérico en el Catálogo General del Patrimonio Histórico Andaluz.

## Historia

### Orígenes y construcción
La presencia de importantísimas minas había supuesto que en la provincia de Huelva se instalaran diversas compañías dedicadas a su explotación (como la Rio Tinto Company Limited), así como empresarios ingleses y alemanes (como Guillermo Sundheim). La idea de estos empresarios era la de consolidar la capital como uno de los grandes puertos del país para dar salida al ingente volumen de minerales procedentes de la Cuenca Minera. Uno de los servicios que plantearon fue la construcción de un hotel que pudiera acoger al importante personal extranjero y que asimismo sirviera para convertirse en sede de las futuras celebraciones del IV Centenario del Descubrimiento de América (por lo cual tomó el nombre del almirante Cristóbal Colón).
Con un presupuesto de seis millones de reales, el edificio fue construido entre los años 1881 y 1883 a raíz de la necesidad de construir en la ciudad de Huelva un hotel acorde a la necesidad de servicios que se suponía demandaba por entonces la pujante capital. Sundheim encargó el proyecto al arquitecto José Pérez Santamaría que diseñó un edificio que mezclaba elementos arquitectónicos británicos, modernistas y coloniales. A quinientos metros de éste, pocos años después, se construyeron el Hospital Inglés (ya desaparecido) y el Barrio Reina Victoria, por lo que la arquitectura de la ciudad tuvo un marcado estilo inglés durante esos años.  

### Utilización

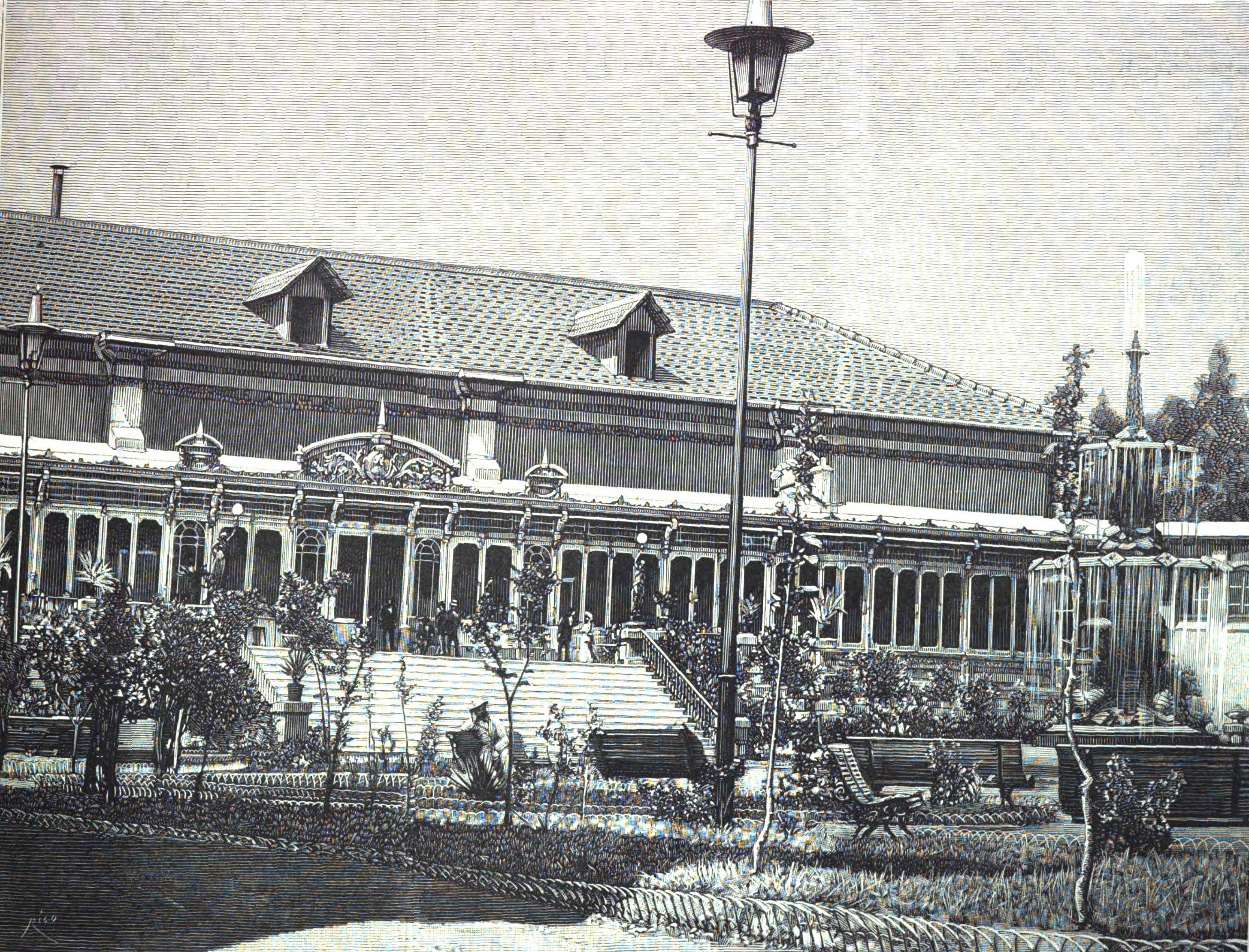
Vista del Gran Hotel Colón en 1883, el año de su inauguración, en un grabado a partir de fotografía de Diego Pérez Romero.

Inaugurado en junio de 1883, el hotel fue considerado entre los mejores establecimiento de lujo de Europa. Disponía de sistema de abastecimiento de aguas propio (en una época en la que la propia ciudad carecía) con baños de agua dulce y salada y habitaciones con retrete propio. La prensa de la época lo calificaba como un gran establecimiento balneario. Originalmente se compone de cuatro cuerpos y un parque central, ocupando entre todos ellos una extensión rectangular de dos hectáreas.
El conjunto disponía de doscientas habitaciones y salones, restaurante, sala de billares, salones de señoras, de lectura, para fumadores, juego y peluquería. Entre sus peculiaridades, todos los salones y las habitaciones dormitorio disponían de chimeneas y de cuartos de baño. La parte más notable del hotel era indudablemente el salón comedor, con una superficie de cuatrocientos ochenta metros cuadrados. De estilo renacentista, sus techos fueron decorados por los artistas Antonio Matarredona y Cuesta.
El 23 de diciembre de 1889 en el salón de chimeneas se firmó el acta de fundación del Huelva Recreation Club. Participaron en esa reunión el Doctor Mackay, el empresario Guillermo Sundheim y las importantes personalidades como Charles Adams —que fue nombrado presidente de honor— J. Crofto, Hugo Lindemann, A. Lawson, G.M. Speirs, Gout, E. W. Palin y los dos únicos españoles: Pedro Soto y José Muñoz. Por ello el recién creado Huelva Recreation Club se convirtió en el primer club de fútbol en ser fundado en España, siendo por tanto el club decano del fútbol español.
En agosto del año 1892 tendrían lugar en Huelva los actos conmemorativos del IV Centenario del Descubrimiento de América, para la ocasión el recinto fue el lugar elegido para una cena homenaje, contando con la presencia en nuestra ciudad del presidente del gobierno Cánovas del Castillo, ministros, representantes de países latinoamericanos, autoridades locales, etc. Con motivo de la celebración del 12 de octubre, la ciudad contó con la presencia de la familia real. La regente María Cristina y sus hijos, el rey Alfonso XIII, la princesa de Asturias, María de las Mercedes, y la infanta María Teresa, asistieron a los actos organizados en Huelva, Palos de la Frontera y Moguer. Tras distintos actos celebrados en la plaza de la Merced, la reina se dirigió al Hotel Colón, donde presidió la breve sesión de clausura del Congreso de Americanistas y un banquete fiesta en su honor.
Tras el IV Centenario del Descubrimiento de América dejó de ser hotel, se rebautizó con el nombre actual de «Casa Colón» y se convirtió en edificio de oficinas y residencia para miembros e invitados de la Rio Tinto Company Limited. Cuando los ingleses abandonaron las minas el edificio pasó a ser propiedad de la Compañía Española de Minas de Río Tinto y, años después, del grupo Explosivos Rio Tinto, hasta que en 1986 pasó a ser propiedad municipal. En esa etapa del edificio desapareció irremediablemente el pabellón norte, derribado por el estado de semirruina en que se encontraba.
Para el año 1992 (con motivo del V Centenario del Descubrimiento de América) se construyó, en el antiguo edificio norte, el nuevo palacio de congresos diseñado por los arquitectos Íñigo Manrique y Francisco Arqués. La restauración del resto de edificios existentes corrió a cargo de Francisco Javier Vallejo, arquitecto municipal del Ayuntamiento de Huelva. Un siglo después de su apertura como Hotel Colón, el 3 de agosto de 1992, los reyes Juan Carlos I y Sofía inauguraban la rehabilitación del conjunto que lo convertían en el centro cultural más importante de la ciudad. En la actualidad es sede del Festival de Cine Iberoamericano de Huelva y del Archivo Municipal Díaz Hierro.

## Estructura

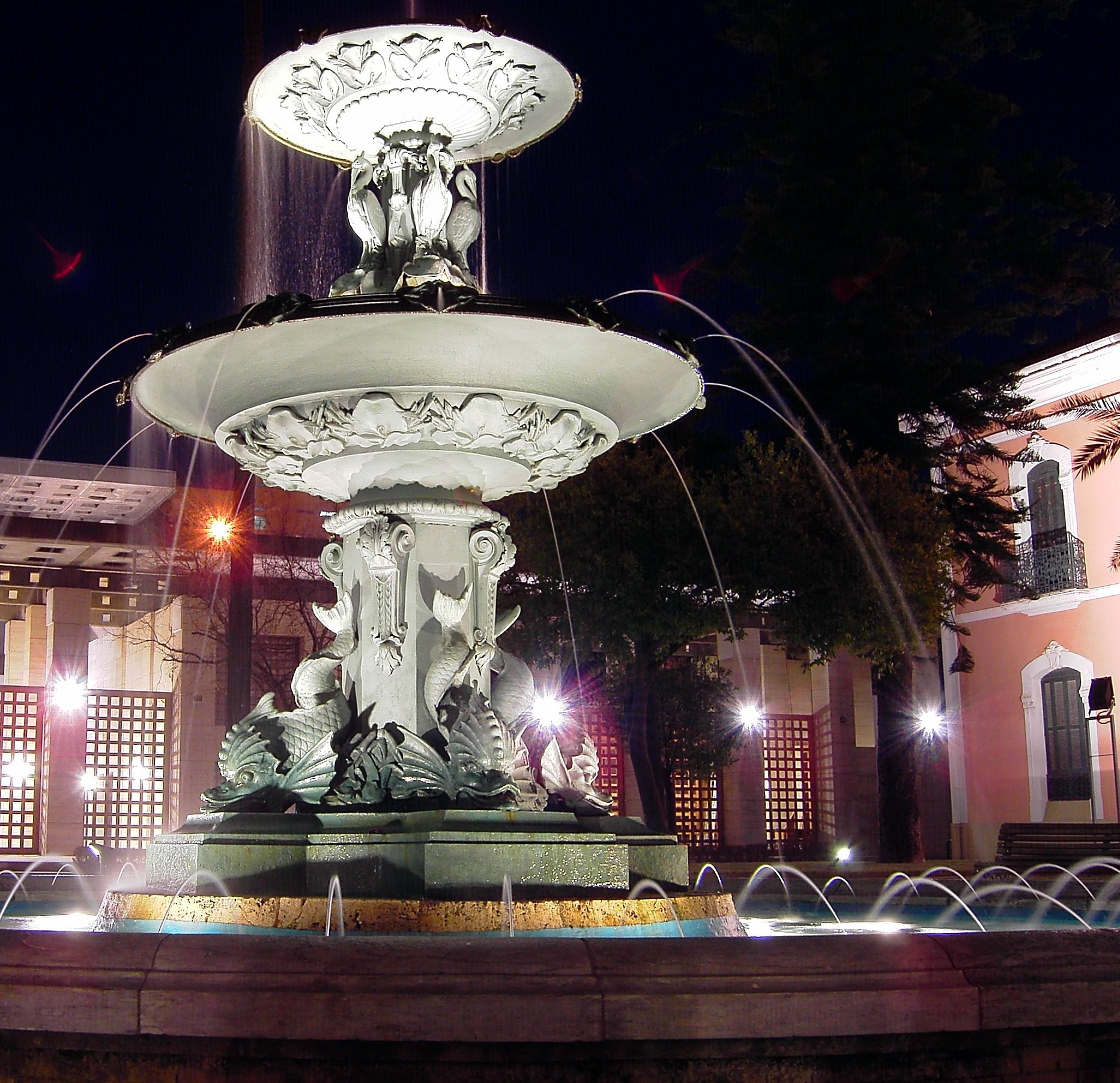
Jardines y fuente de los Tritones.

El complejo lo formaban inicialmente cuatro edificios más un jardín central en forma de cuadrado:
- Edificio sur. Con planta en forma de H, con pequeña escalinata que servía de acceso principal al recinto. Acogía la dirección, habitaciones y diferentes dependencias. Actualmente sirve de centro de exposiciones y recepción.
- Edificio este y edificio oeste. Son gemelos y con planta rectangular. Acogía la mayoría de las habitaciones y suites del hotel. Actualmente en uno de los edificios se encuentra el Archivo Municipal de la ciudad y en otro la sala de recepciones.
- Edificio norte. En un principio acogía el comedor principal y el salón de baile. Tras años de abandono fue derruido y en 1992 se construyó un palacio de congresos-auditorio de estilo modernista al que en 2005 se le agregó un aparcamiento subterráneo.
- Jardines. Muy cuidados, fueron especialmente diseñados para que el personal inglés pudiera practicar diversos deportes. Disponían incluso de iluminación eléctrica. En la actualidad sirven en entrada al centro de congresos. En ella podemos encontrar la antigua fuente de los tritones.[15]